# Buchdecke
Die Buchdecke bezeichnet in einem allgemeinen Sinne denjenigen Teil des Buches, der sich um den Buchblock fügt und diesen schützt, unabhängig von der Konstruktion als Deckenband im engeren Sinne oder Band mit angesetzten Deckeln.
Als spezielle Buchdecke ist die sogenannte Einbanddecke der äußere Teil eines Deckenbandes in der Buchherstellung. Sie besteht in der Regel aus zwei festen Deckeln aus Pappe, die durch einen Streifen festen Papieres zusammengehalten werden. Auf diesem Streifen Papier ist mit etwas Abstand (mehrere Millimeter) zu den Pappen auf jeder Seite der sogenannte Schrenz (Rückeneinlage) angebracht. Diese Konstruktion wird anschließend mit dem eigentlichen Einbandmaterial (auch Bezug oder Überzug genannt) bezogen. Das Einbandmaterial ist meist Papier, kann aber auch aus anderen Materialien wie Leinen oder Leder bestehen.
Dadurch entsteht ein dreiteiliges flaches Stück, das zwischen den drei Teilen relativ flexibel ist und dort eine Art Gelenk für das fertige Buch bildet.